# IC 255
IC 255 ist eine Balken-Spiralgalaxie vom Hubble-Typ SBbc im Sternbild Widder auf der Ekliptik. Sie ist schätzungsweise 346 Millionen Lichtjahre von der Milchstraße entfernt und hat einen Durchmesser von etwa 60.000 Lichtjahren. Vom Sonnensystem aus entfernt sich das Objekt mit einer errechneten Radialgeschwindigkeit von näherungsweise 7.700 Kilometern pro Sekunde.
Das Objekt wurde am 29. Dezember 1893 vom französischen Astronomen Stéphane Javelle entdeckt.

## Galaktisches Umfeld
| Nr. | Galaxie          | Alternativname          | Rek           | Dek           | Distanz/asec |
| --- | ---------------- | ----------------------- | ------------- | ------------- | ------------ |
| →   | IC 255           | LEDA/PGC 10540          | 02h47m03.21s  | +16d17m16.9s  | 0            |
| 1   | LEDA/PGC 1502974 | 2MASX J02473278+1611318 | 02h47m32.78s  | +16d11m32.1s  | 545.19       |
| 2   | LEDA/PGC 10562   | CGCG 463-014            | 02h47m30.582s | +16d06m40.82s | 748.10       |
| 3   | LEDA/PGC 1510960 | 2MASX J02471253+1631457 | 02h47m12.54s  | +16d31m45.8s  | 879.53       |
| 4   | LEDA/PGC 100743  | 2MASX J02471331+1631590 | 02h47m13.469s | +16d31m58.69s | 894.31       |